# Demoso
Demoso é uma cidade de Mianmar, localizada no estado de Kayah. Sua população, de acordo com estimativas de 2010, é de 6 300 habitantes.